# Microchelifer granulatus
Espèce
Microchelifer granulatus est une espèce de pseudoscorpions de la famille des Cheliferidae.

## Distribution
Cette espèce se rencontre au Congo-Kinshasa et au Kenya.

## Publication originale
- Beier, 1954 : Pseudoscorpioniden aus dem Belgischen Congo. Annales du Musée du Congo Belge, Sciences Zoologiques, vol. 1, p. 132-139.